# Viktor Angmo
Viktor Angmo, född 6 oktober 1978 i Västerås, är en krögare på Maxi ICA Stormarknad Borlänge. Angmo har korats till Årets viltkock 2001, världsmästare i Chaîne des Rôtisseurs-tävling för unga kockar 2000 samt tagit OS-brons med juniorkocklandslaget 2000. Han sitter med i Chaîne des Rôtisseurs styrelse i Dalarna där han har titeln Vice Conseiller Culinaire.